# Comuna Varkovîci, Dubno
Varkovîci (în ucraineană Варковичі) este o comună în raionul Dubno, regiunea Rivne, Ucraina, formată din satele Krîliv, Varkovîci (reședința) și Zelenîi Hai.

## Demografie
Componența lingvistică a comunei Varkovîci
     Ucraineană (99,42%)
     Alte limbi (0,58%)
Conform recensământului din 2001, majoritatea populației comunei Varkovîci era vorbitoare de ucraineană (99,42%), existând în minoritate și vorbitori de alte limbi.